# Filipstad (gemeente)
Filipstad is een Zweedse gemeente in Värmland. De gemeente behoort tot de provincie Värmlands län. Ze heeft een totale oppervlakte van 1721,7 km² en telde 11.081 inwoners in 2004.

## Plaatsen
- Filipstad (stad)
- Lesjöfors
- Nykroppa
- Persberg
- Nordmark (Filipstad)
- Brattfors
- Långban